# C/2009 F1 Larson
C/2009 F1 Larson è una cometa non periodica scoperta il 16 marzo 2009 dall'astronomo statunitense Stephen M. Larson . Sua unica particolarità è di avere un'orbita retrograda.